# La Javie
La Javie é uma comuna francesa na região administrativa da Provença-Alpes-Costa Azul, no departamento dos Alpes da Alta Provença. Estende-se por uma área de 37,27 km². Em 2010 a comuna tinha 399 habitantes (densidade: 10,7 hab./km²).